# Zheng Zhi
Zheng Zhi (Shenyang, 20 de agosto de 1980) é um ex-futebolista e atual treinador da China.

## Carreira
Zheng Zhi representou a Seleção Chinesa de Futebol nas Olimpíadas de 2008, quando atuou em casa, como capitão da equipe. Ele representou a Seleção Chinesa de Futebol na Copa da Ásia de 2015, como capitão da equipe.

## Títulos
Shenzhen Shangqingyin
- Chinese Super League Champions: 2004
- CSL Cup Runners-up: 2004, 2005
- Jia A Runners-up: 2002

Shandong Luneng
- Super Liga Chinesa: 2006
- Copa da China: 2006
- Copa do Leste Asiático: 2007

Celtic
- Copa da Escócia: 2011

Guangzhou Evergrande
- China League One: 2010
- Super Liga Chinesa: 2011, 2012, 2013, 2014, 2015, 2016
- Super Copa da China: 2012, 2016
- Copa da China: 2012
- Liga dos Campeões da AFC: 2013, 2015

## Individuais
- AFC Asian Cup melhor time do ano: 2004
- Associação Chinesa de Futebol - Jogador do Ano: 2002, 2006[2]
- Seleção da Super Liga Chinesa: 2002, 2003, 2004, 2005, 2006, 2012, 2013
- AFC Champions League - Time do ano: 2013
- Futebolista Asiático do Ano: 2013, 2015